# Lac Joncas
Lac Joncas är en sjö i Kanada.   Den ligger i regionen Outaouais och provinsen Québec, i den sydöstra delen av landet, 240 km nordväst om huvudstaden Ottawa. Lac Joncas ligger 321 meter över havet. Arean är 5,0 kvadratkilometer. Den sträcker sig 8,2 kilometer i nord-sydlig riktning, och 2,1 kilometer i öst-västlig riktning.
I omgivningarna runt Lac Joncas växer i huvudsak blandskog. Trakten runt Lac Joncas är nära nog obefolkad, med mindre än två invånare per kvadratkilometer.